# Битка на Крочком пољу
Битка на Крочком пољу била је једна од најзначајнијих битака Трећег светог рата. Одиграла се 353. или 352. п. н. е. између Фокиде под заповедништвом Ономарха с једне стране и Тесалијског савеза и македонске војске под заповедништвом Филипа II Македонског. У једној од најкрававијих античких битака Филип II Македонски је победио Фокиђане. Током битке убијено је 6.000 Фокиђана, а 3.000 заробљених бацили су у море као пљачкаше светилишта. Филип је том победом осигурао своју позицију владара Тесалије, што је био значајан корак успона Македоније до хегемона у Грчкој.

## Хронологија
Антички извори за Трећи свети рат су доста оскудни и уопште немају чврсте хронолошке информације. Модерни историчари дискутовали су много о хронологији тога сукоба, али међу њима није дошло до консензуса. Уопштено се сматра да је рат трајао 10 година и да се окончао лета 346. пре н. е, па се сматра да је рат започео 356. п. н. е. када је Филомел заузео Делфе. Након Филомеловога пораза код Неона Тебанци су се осећали довољно сигурни да су Памена послали у Азију са 5.000 хоплита. Изгледа да се Памен на путу за Азију 355. п. н. е. срео са Филипом II Македонским у Маронеји у Тракији. Баклер због тога сматра да се битка код Неона одиграла почетком 355. п. н. е. Други историчари сматрају да се то битка код Неона догодила 354. п. н. е. Диодорова хронологија за свети рат је веома збркана, тако да он почетак и крај рата датира касније, а рат за њега траје 9,10 или 11 година, а и опсаду Метона помиње под различитим датумима, па се његовој хронологији уопште не може веровати. Занемари ли се хронологија, већина историчара слажу се о истом низу догађаја за овај део Светог рата. Баклер, Белох и Клош сматрају да је битка код Неона била 355, код Метона 355-354, Филипов први Тесалијски поход 354, а други 353. п. н. е. Коквел и Хамонд за ове све догађаје сматрају да су се десили годину дана касније.

## Позадина
Трећи свети рат избио је 356. п. н. е. и за Филипа II Македонског представљао је прилику да прошири свој утицај на средишњу и јужну Грчку. Амфиктионски савез је 357. п. н. е. пресудио да Фокида треба да плати велику казну, коју није могла да плати. Био је то узрок рата. Амфиктионски савез је био панхеленска организација, која је управљала највећим светилиштем у античкој Грчкој, Аполоновим грамом у Делфима. Иза религиозне фасаде стајала је политика Тебе, која је по свој прилици потакла оптужбе против Фокиђана. У то време Теба је контролисала већину гласова у Амфиктионском савезу, па је на јесењем заседању савеза 357. п. н. е. оптужила Фокиђане за обрађивање свете земље. Оптужили су и Спартанце јер су 382. п. н. е. заузели Тебу. Наметнуте су веома велике глобе и Фокиди и Спарти. Теба је очекивала да они не плате па да против њих поведе "свети рат“. Пошто нису могли да плате тако велику казну Фокиђани су под заповедништвом Филомела заузели Делфе. Делфи су се налазили на граници Фокиде. Филомел је заузео Делфе полажући право на старатељство над пророчиштем, позивајући се при том на цитат из Хомера. Пре заузимања Аполоновог храма у Делфима Филомел се саветовао са краљем Спарте Архидамом. Спарта је исто као и Фокида била кажњена, па је због тога подржала Филомелову акцију. Нису желели да отворено подрже Филомела, него су одлучили да тајно сарађују шаљући новац и најамнике. Филомел се надао да ће председавати Амфиктионским савезом и да ће тако поништити пресуду. Изгледа да је у Грчкој постојало доста симпатија за потез Фокиђана, јер су видели да је Теба злоупотребљавала Амфиктионски савез.
Фокиду је подржавала Спарта, али и Атина, која је била стари непријатељ Тебе. Филомел је опљачкао Аполонов храм да би плаћао најамнике. Имао је велику количину новца, па је сакупио огромну и моћну најамничку војску. Међутим због пљачке светилишта изгубио је симпатије у Грчкој. Током зиме 356/355. п. н. е. Амфиктионски савез прогласио је Свети рат против Фокиде. Фокиђани су били успешни на почетку рата, али били су тешко поражени у бици код Неона 355. или 354. п. н. е. У тој бици погинуо је Филомел. Заповедништво је преузео Ономарх и окупио је нову најамничку војску.

## Сукоби унутар Тесалије
Трећи свети рат довео је до обнове непријатељстава унутар Тесалије. Тесалијска конфедерација подржавала је Амфиктионски савез и била је давнашњи непријатељ Фокиђана. Фера се удружила са Фокидом. Током 354. или 353. Филип II Македонски је најпре на позив својих тесалијских савезника из Ларисе ратовао у Тесалији против тирана Ликофрона од Фере. Фера је онда тражила и добила подршку Фокиде. У помоћ им је дошао Ономархов брат Фајил са 7.000 војника, али Филип је победио Фокиђане и истерао их из Тесалије. Ономарх је након тога са целом војском кренуо да помогне Феру, а намера му је била да контролише Тесалију. Пошто је имао много бројнију војску Ономарх је победио Филипа II Македонског у две битке, па се Филип након тога повукао у Македонију.
Филип је сакупио нову војску у Македонији, па се вратио у Тесалију следећег лета (353. или 352. п. н. е.). Тражио је од тесалијских савезника да му се придруже у рату са Фокиђанима. Филип је уз своју војску придобио Тесалијце, па је имао 20.000 војника и 3.000 коњаника.

## Пред битку
И Баклер и Коквел сматрају да је Филип пре битке заузео стратешки важан град Пагасу, луку града Фере. Заузимајући Пагасу Филип је спречавао да Фокиђанима морем стигну појачања. Баклер сматра да је Филип из претходне кампање схватио да је нужно да заузме Пагасу, да би одсекао Феру и спречио долазак појачања. У међувремену Ономарх се вратио у Тесалију да би сачувао утицај Фокиде у том подручју. Ономарх је дошао са 20.000 војника и 500 коњаника. Атињани су послали Хареса са значајном флотом да би помогао Фокиђанским савезницима. Атињани су то видели као прилику да задају одлучни ударац Филипу II Македонском. Фокиђани и Атињани су вероватно намеравали да се сретну у Пагасу, пошто је то била једина лука коју су Атињани могли да користе.

## Битка
Битка се водила између Македонаца и Фокиђана. Филип II Македонски је вероватно настојао да спречи спајање Фокиђана и војске из Фере, а кључно је било и да то обави пре доласка атинске флоте. Према Диодору две војске су се сукобиле у великој равници близу мора, вероватно у близини Пагаса. На том месту се данас налази Крочко поље у Тесалији, па се и битка назвала битка на Крочком пољу. Филип II Македонски је предводио македонску војску носећи ловорову круну, као Аполонов симбол " као да је осветник...због светогрђа " и кренуо је као да их бог предводи. Неки од фокиђанских плаћеника бацили су оружје, осећајући грижу савести. У једној од најкрвавијих битака Филип је потукао Фокиђане до ногу. Изгледа да је у бици пресудила бројност и вредност Филипове коњице. Након тешког пораза Фокиђани су бежали до мора, где је стигла атинска флота под заповедништвом Хареса. Покушали су да пливају до атинских бродова. Убијено је око 6.000 Фокиђана и најамника у њиховој служби. Заробљено је више од 3.000 Фокиђана. Бачени су у море као пљачкаши светилишта. Према Диодору са Сицилије након заробљавања Филип је убио Ономарха. Према Паусанију Ономарха су убили његови властити војници, јер су га сматрали кривим за пораз.
Бацање 3.000 заробљених Фокиђана у море сматрало се ритуалом предвиђеним за пљачкаше храмова. Таквим кажњавањем спречавала се достојна сахрана поражених, а таквим поступком Филип се представљао као побожни осветник светогрђа. Грци нису били шокирани таквим поступком. Чак и умерени Исократ сматрао је да фокиђански плаћеници заслужују смрт.

## Последице
Након те победе Тесалијци су вероватно Филипа прогласили тагом (владарем) Тесалије. Била је то доживотна функција којом је Филип II Македонски добио контролу над приходима Тесалијске конфедерације и осим тога постао је главни заповедник тесалијске војске. Тирани Фере склопили су споразум са Филипом, па су му предали Феру, а они су са 2.000 плаћеника отишли неометано у Фокиду. Филип је једно време реорганизовао Тесалију, а онда је са том војском кренуо према кланцу Термопиле, гтлавним пролазом за средишњу Грчку. Вероватно је намеравао да нападне Фокиду. Међутим Атињани су били узнемирени, јер би након проласка Термопилског кланца Атина била изложена опасности да је Филип нападне. Атињани су заузели пролаз. Иако је могао да проба да прође Термопилским пролазом Филип то није покушао, него се вратио.
У међувремену Фокиђани су се прегруписали око Ономарховога брата Фајила. Након пораза код Неона и на Крочком пољу Фајил је одлучио да најамницима даје дуплу плату, да би прикупио довољан број нових и да обнови војску. Већина Фокиђана и даље је била за наставак рата. Пошто је имао готово неограничену количину новца он је окупио много најамника и савезника. Великодушно расипајући новац привукао је на своју страну много градова. Захваљујући пљачки Аполонова храма Фокиђани су брзо амортизовали велики губитак у бици на Крочком пољу.